# Doornstruweel van Madagaskar
Het doornstruweel van Madagaskar, in het Engels bekend als spiny forest, spiny thickets of spiny desert, is de zuidelijkste ecoregio van Madagaskar. Het gebied beslaat zo'n 27.500 km².

## Topografie en klimaat
De ecoregio is relatief plat en loopt vanaf het zuidelijke strand van Madagaskar omhoog tot een niveau van 55 tot 200 meter boven de zeespiegel. Gelegen achter de oostelijke bergketen van Madagaskar en ver van de noordoostelijke regens kent het doornstruweel van Madagaskar een uitzonderlijk droog klimaat. In de regio valt maximaal 500 millimeter neerslag per jaar (voornamelijk in de periode tussen oktober en april). In de droogste gebieden is dit maximaal 350 millimeter per jaar. In sommige jaren valt er helemaal geen regen in het natte seizoen. Het droge seizoen duurt tussen de negen en elf maanden, waarin de temperatuur stijgt tot maximaal 33 °C overdag.

## Ecologie
De bodem van het grootste deel van de ecoregio bestaat voornamelijk uit los rood zand. Een bijzonder gebied is het Mahafaly-plateau in het westen van de regio. De bodem hier bestaat uit kalksteen uit het Tertiair en de vegetatie die hier groeit bestaat vrijwel geheel uit dwergsoorten.

## Flora

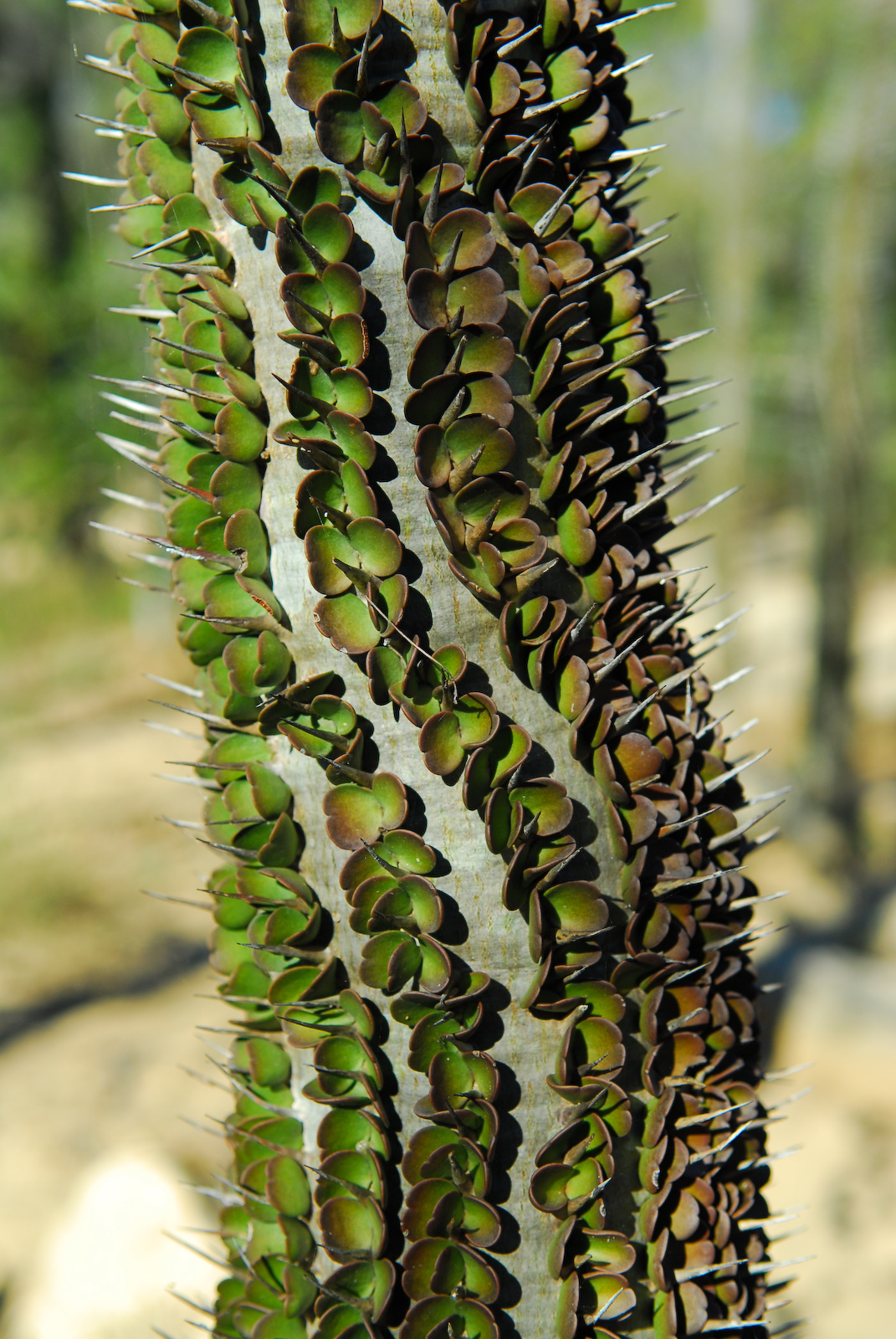
Alluaudia procera heeft met grote doorns en kleine bladeren zich doeltreffend aangepast aan de lange droogtes in de ecoregio

Geen andere regio in Madagaskar heeft een hoger endemisch percentage als het doornstruweel; 95% van alle plantensoorten in deze ecoregio is nergens anders te vinden. De vegetatie bestaat voornamelijk uit doornstruweel in de gebieden dicht aan de kust; landinwaarts is er meer variatie. De plantensoorten hebben zich aangepast aan de extreme droogtes. Ze zijn overwegend houtachtig en hebben de mogelijkheid om grote hoeveelheden vocht vast te houden. Andere aanpassingen zijn bijvoorbeeld een uitgebreide wortelstelsel, kleine bladeren (wat resulteert in minder verdamping) en grote absorberende stammen en takken. De Engelse naam spiny forest heeft de ecoregio te danken aan de diverse Didiereaceae-soorten. Deze hebben grote doorns die in de ochtend waterdamp verzamelen en enige bescherming bieden tegen dieren op zoek naar water. Ook de regio Androy dankt zijn naam aan dit soort vegetatie; androy is Malagassisch voor 'land van de doorns'.
Het doornstruweel van Madagaskar wordt naast Didiereaceae-planten gedomineerd door Baobabs. Andere plantensoorten die veelvuldig in deze regio voorkomen zijn uit de families Burseraceae, Euphorbiaceae, Anacardiaceae en Fabaceae.

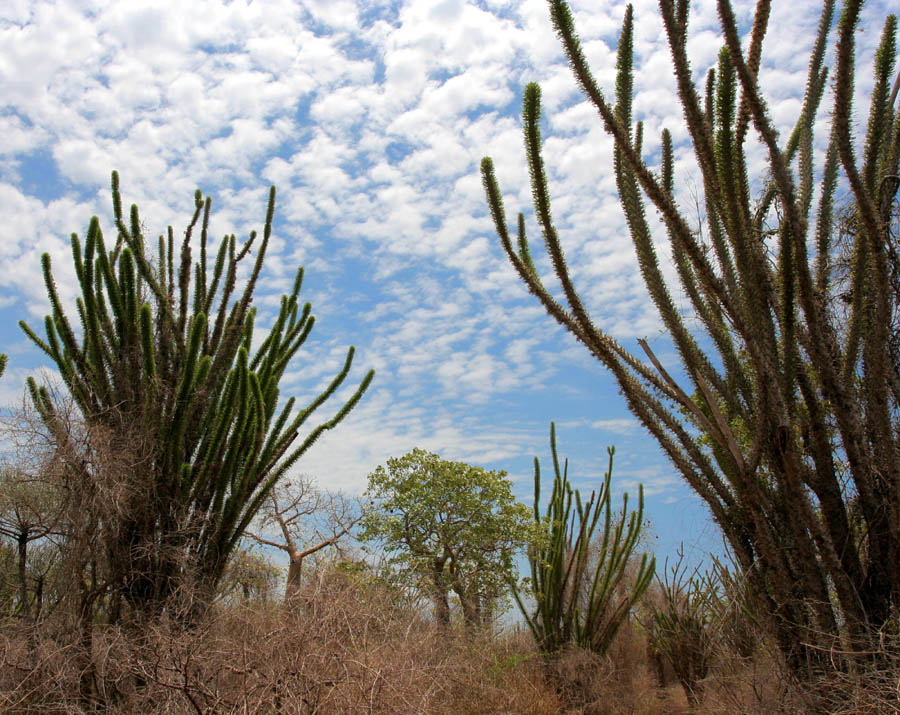
Alluaudia procera, uit de familie van de Didiereaceae
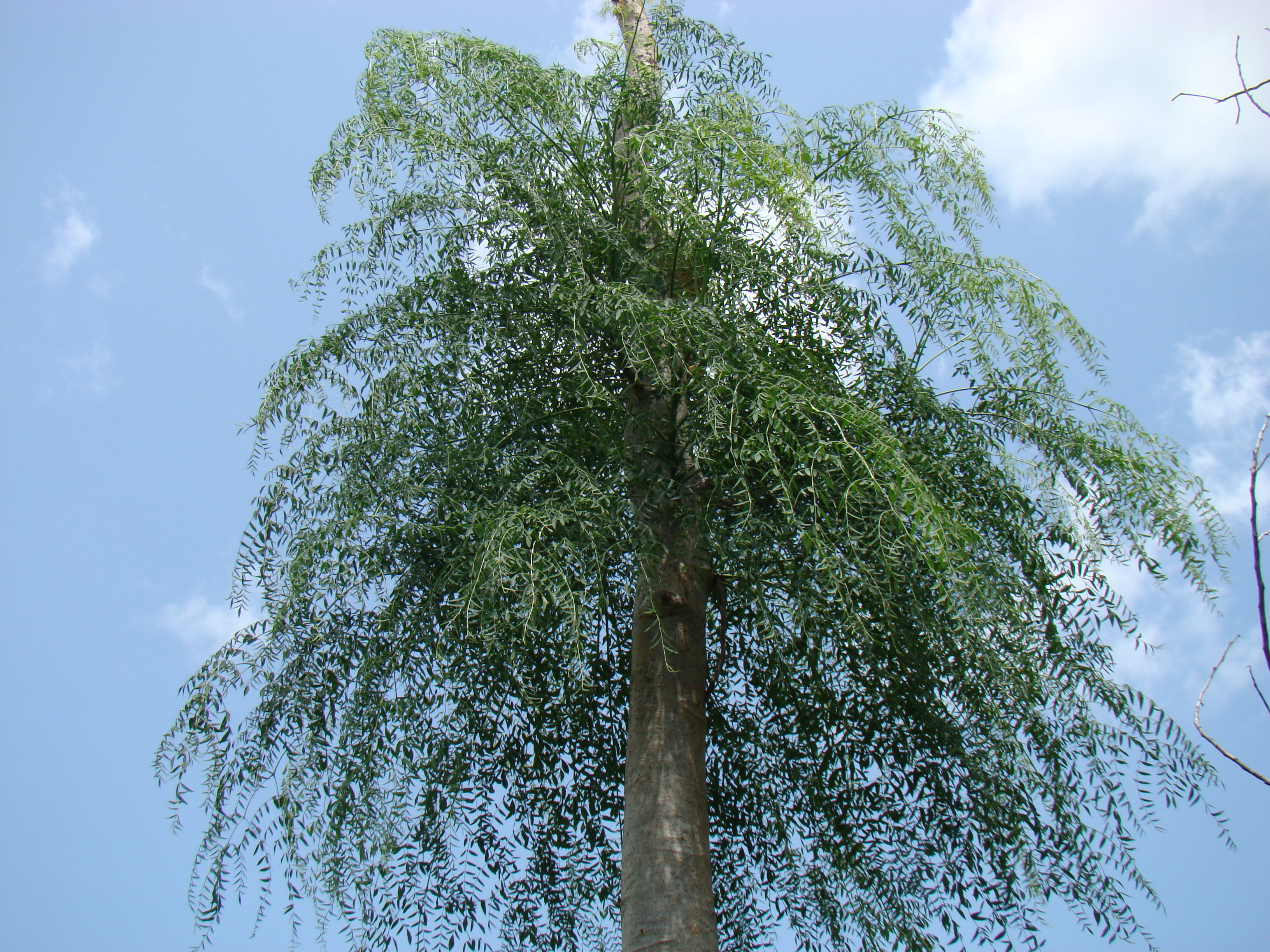
Moringa drouhardii, endemisch in het doornstruweel van Madagaskar
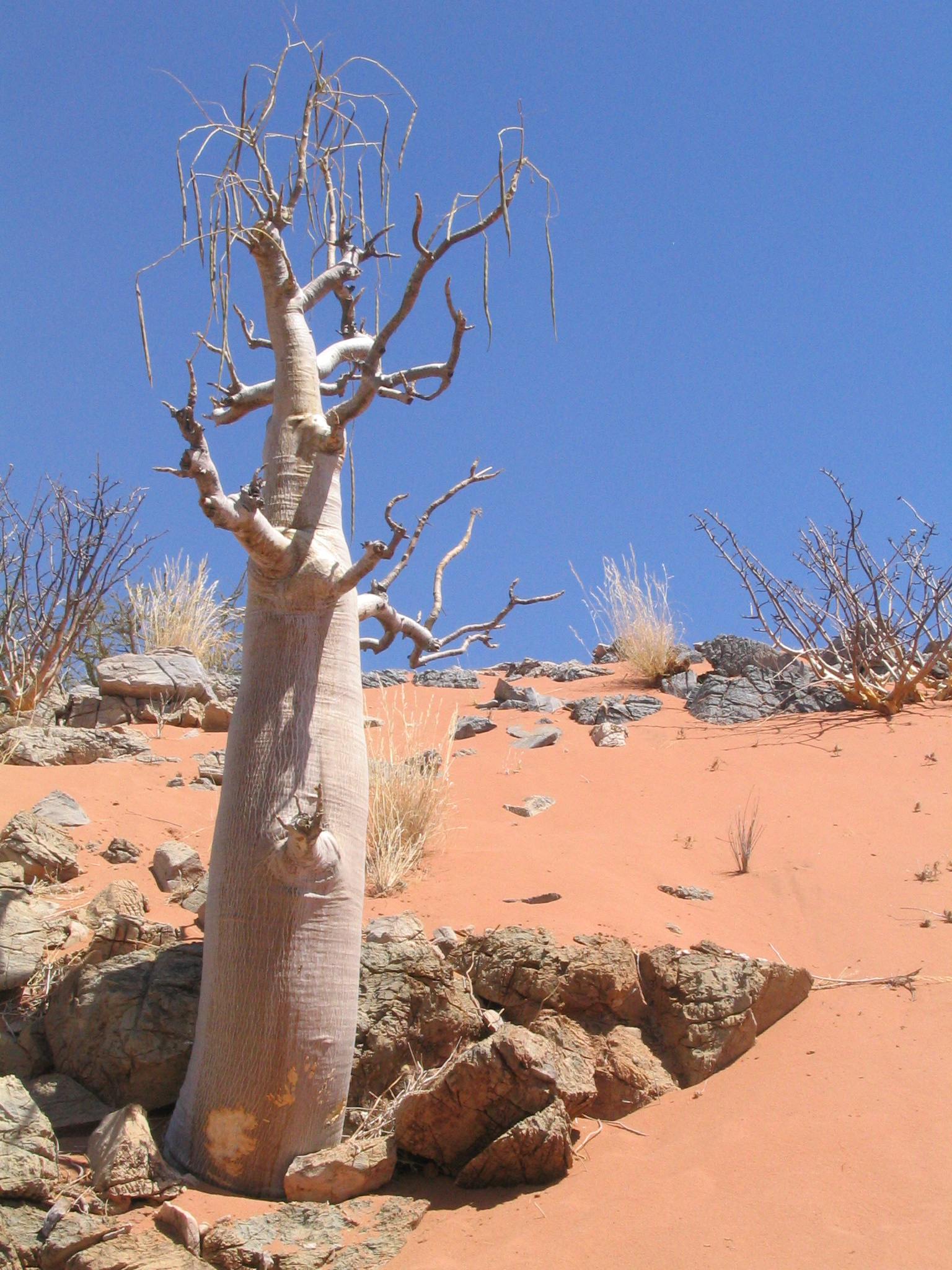
Moringa (Moringa ovalifolia)
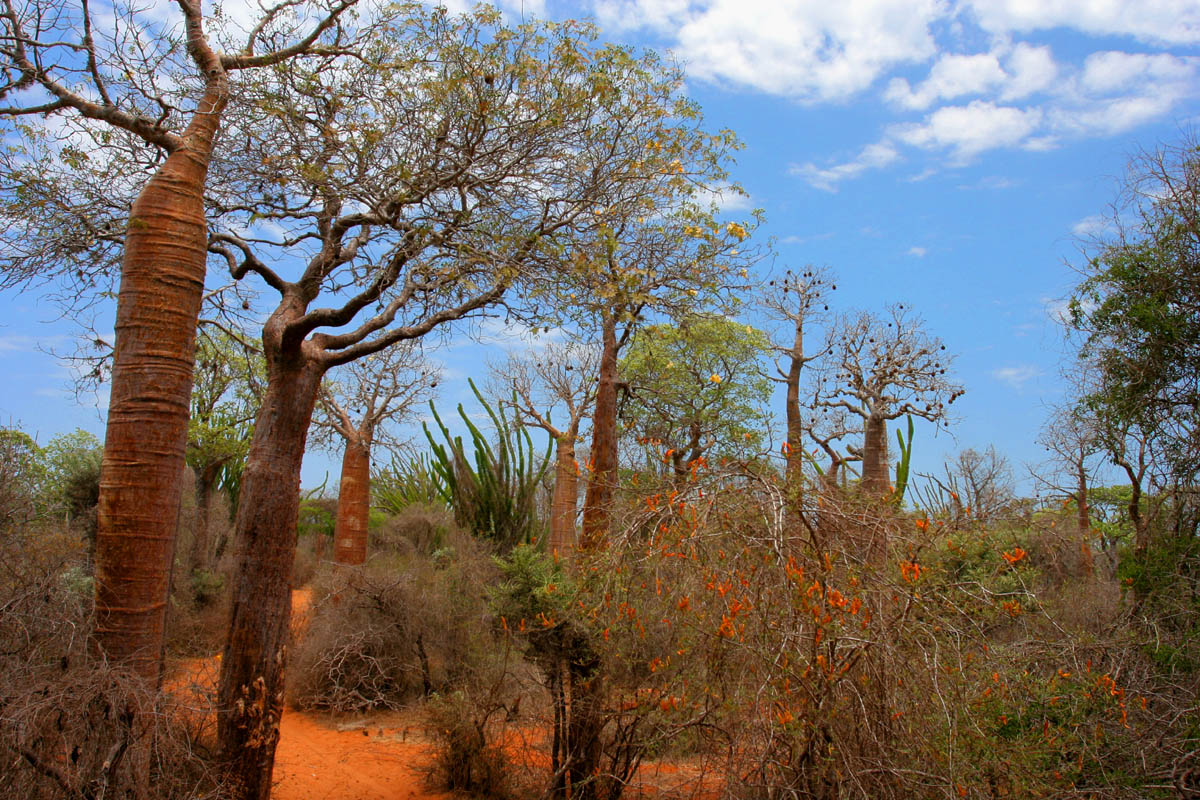
Baobabs in de omgeving van Ifaty

## Fauna
Het doornstruweel van Madagaskar bevat veel diersoorten die endemisch of bijna endemisch zijn in deze regio en hebben zich, net als de vegetatie, aangepast aan de extreme droogtes.

### Zoogdieren
Het doornstruweel is de habitat van diverse lemuren, waarvan twee soorten endemisch zijn in deze regio, namelijk de witvoetwezelmaki en Microcebus griseorufus. Een ander zoogdier endemisch voor deze regio is de zeldzame grandidiermangoest, ontdekt in 1986. De ruimste telling kwam op 3540 exemplaren en de mangoest is daarom opgenomen op de Rode Lijst van de IUCN. Bijna endemisch zijn de aardtenrek en de kleine egeltenrek.

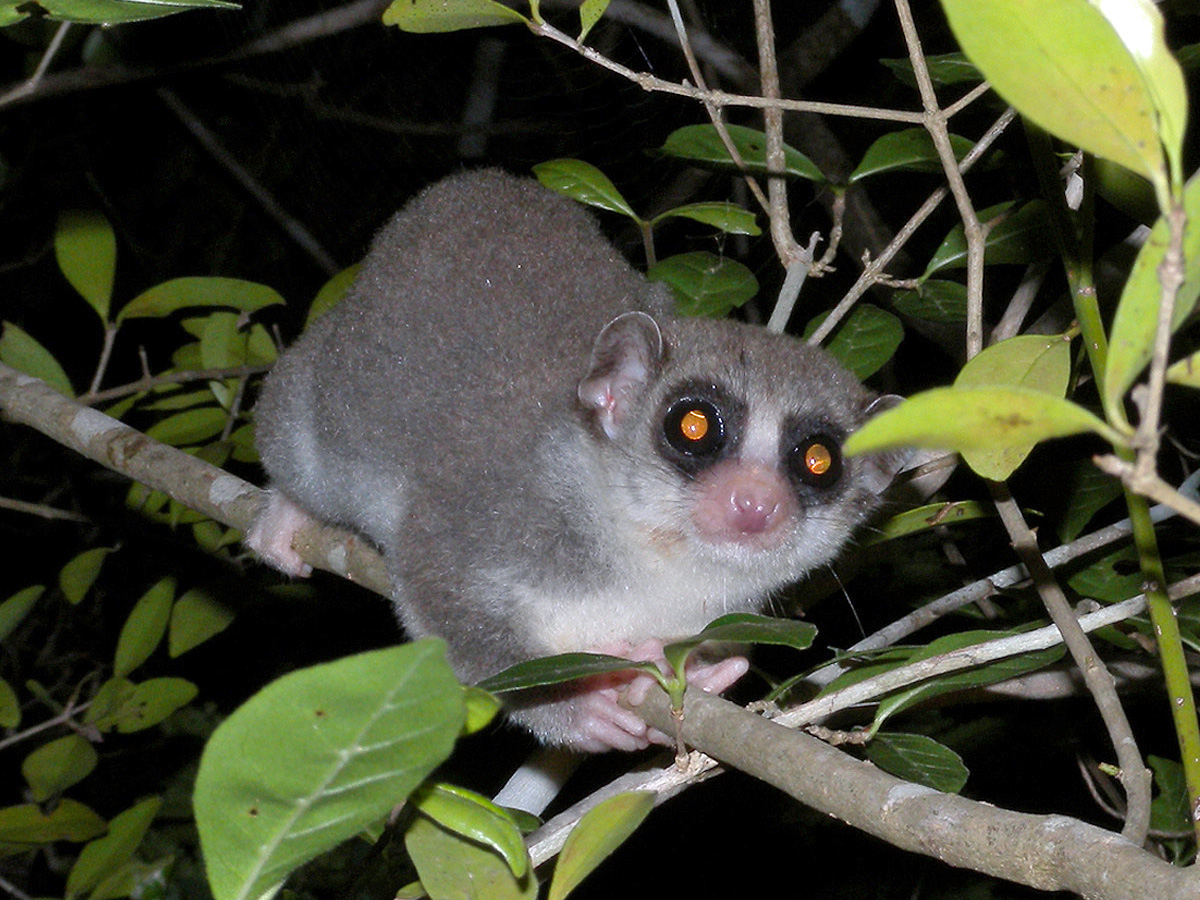
Vetstaartkatmaki in Kirindy Forest
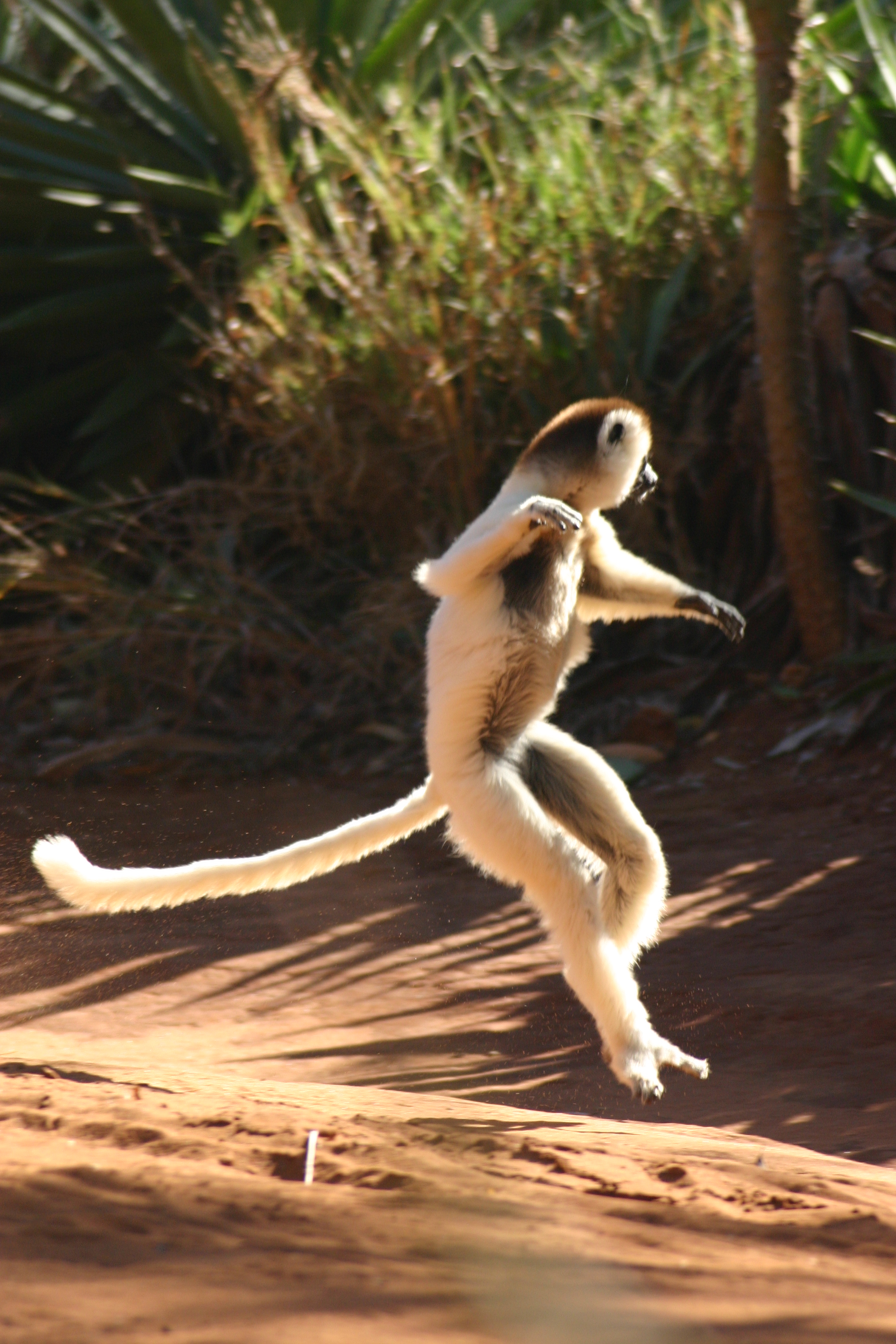
Verreauxsifaka's komen veelvuldig voor in het doornstruweel
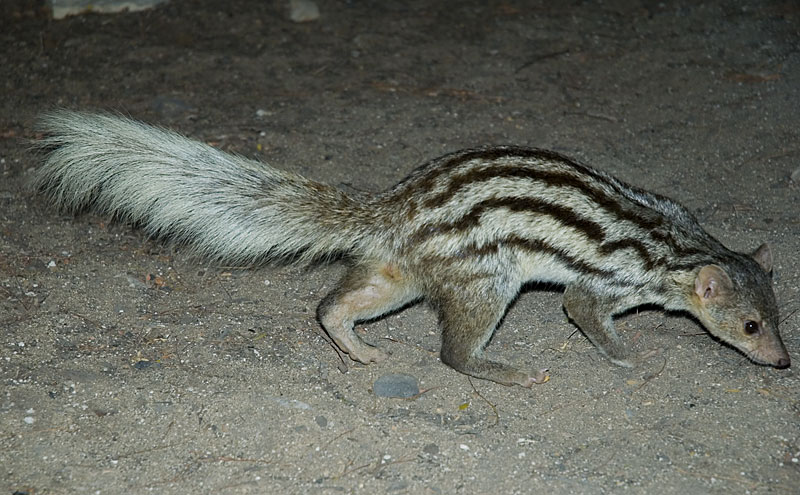
de zeldzame Grandidiermangoest is endemisch in de ecoregio
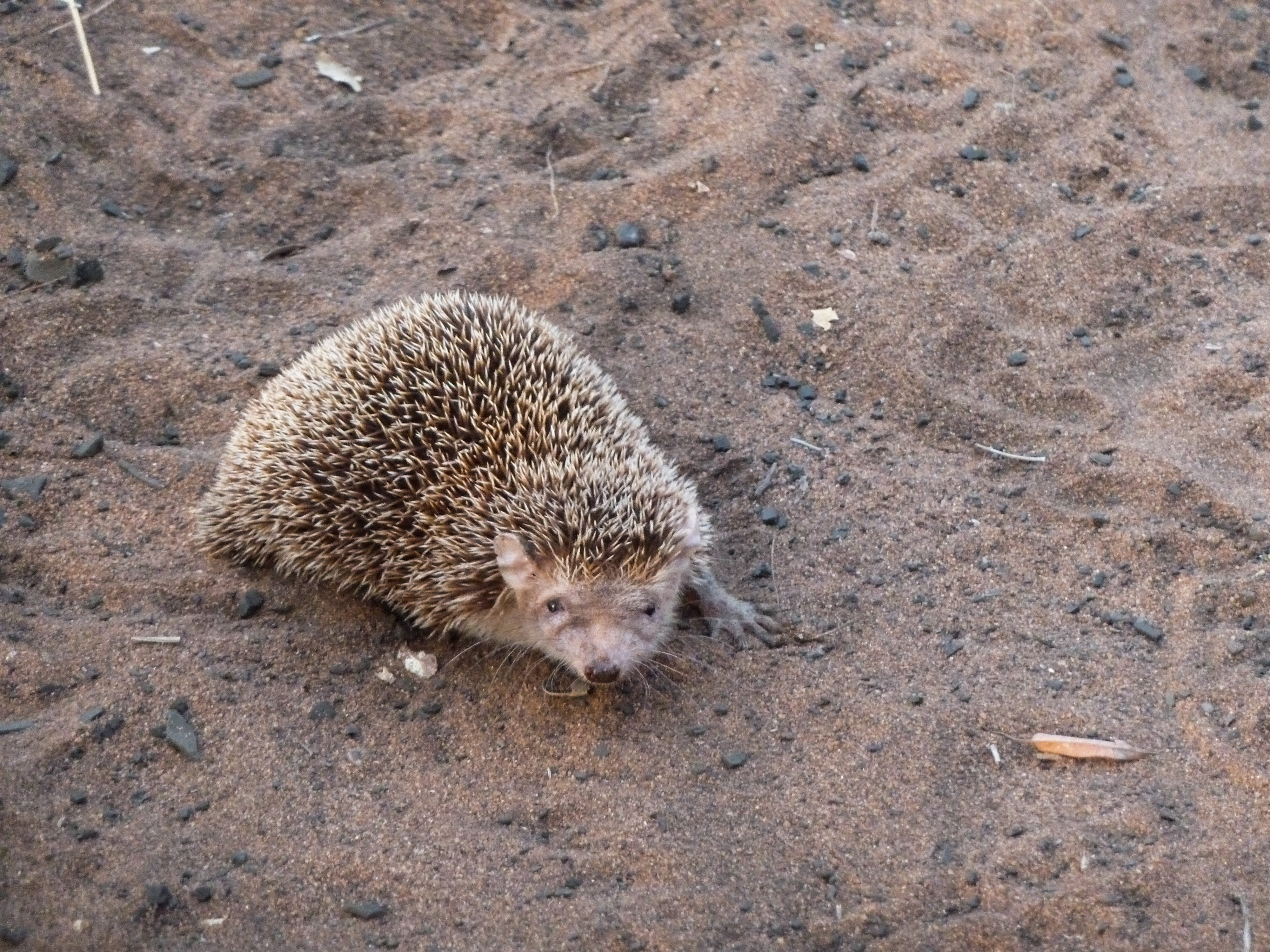
Kleine egeltenrek in het Renialareservaat nabij Ifaty

### Reptielen
Endemische schildpadden in het doornstruweel van Madagaskar zijn de stralenschildpad en de spinschildpad. Endemische hagedissen in de regio zijn onder andere Furcifer belalandaensis, Furcifer antimena (beide kameleons), Phelsuma breviceps (een madagaskardaggekko) en de nachtactieve gekko's Ebenavia maintimainty en Matoatoa brevipes. Ook de slangensoort Liophidium chabaudi is endemisch in het doornstruweel.

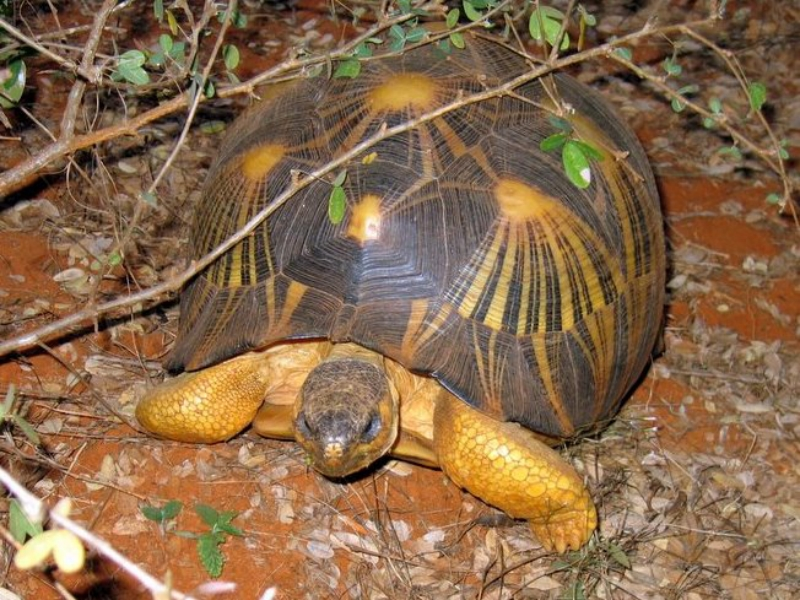
Stralenschildpad
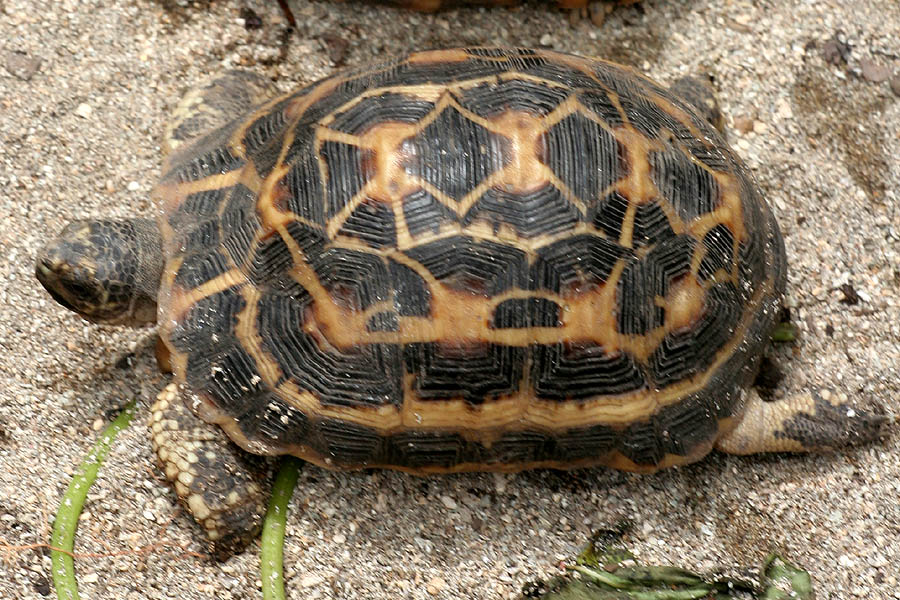
Spinschildpad
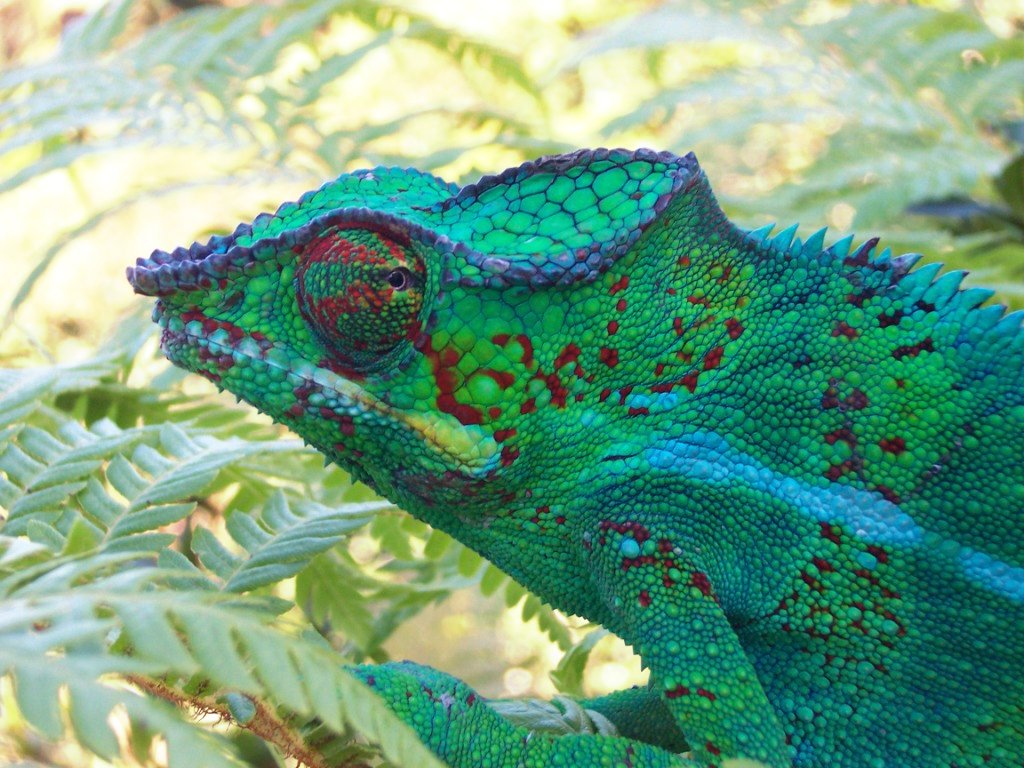
Furcifer belalandaensis
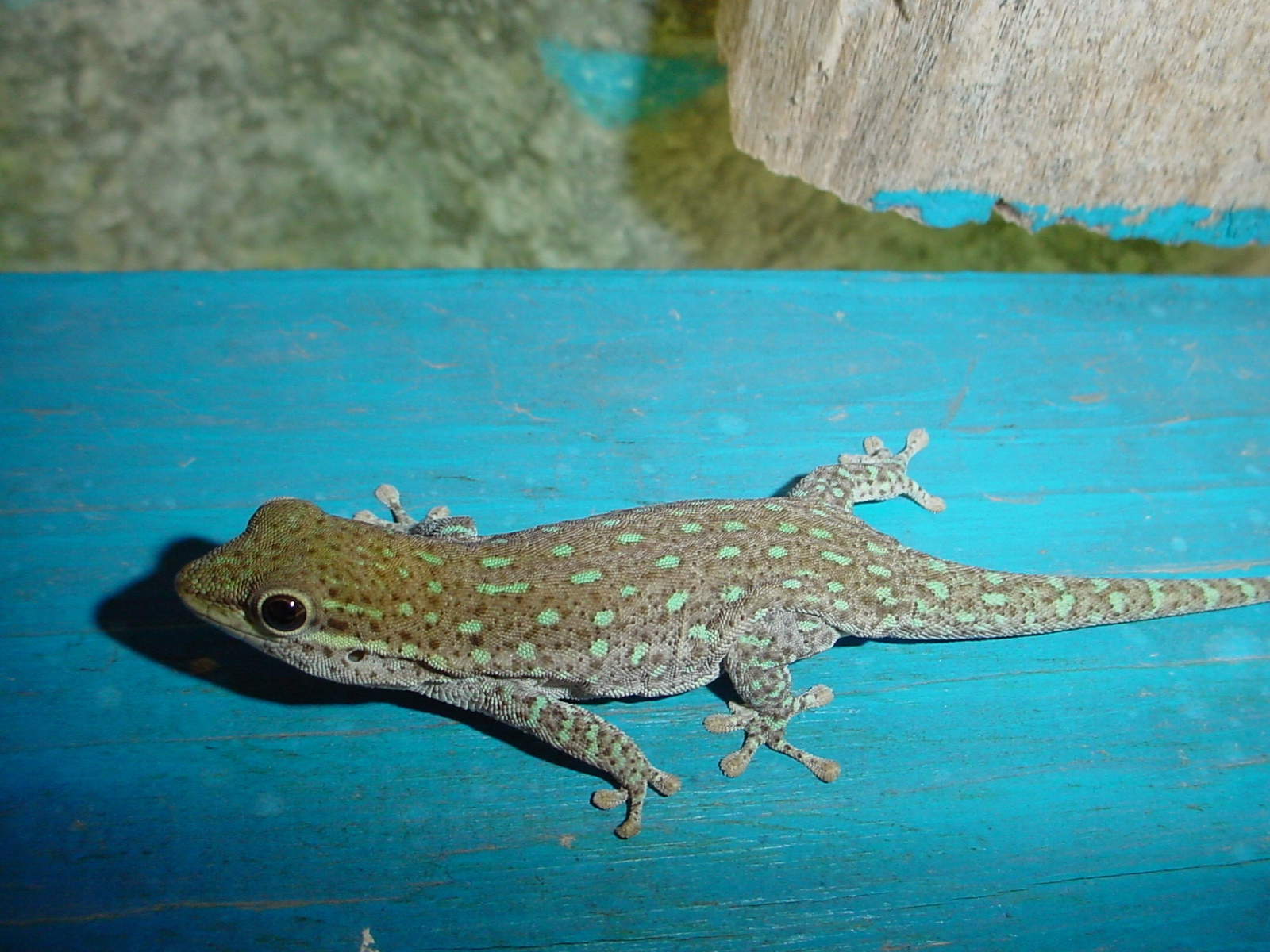
Phelsuma breviceps

### Vogels
Het doornstruweel van Madagaskar is populair bij voor vogelliefhebbers. Dankzij de spaarzame begroeiing zijn de vogels het hele jaar door goed te zien. Veel van deze vogels zijn endemisch in deze ecoregio. De roodschoudervanga bijvoorbeeld is alleen te vinden rond de provinciehoofdstad Toliara. Deze vogel is opgenomen op de Rode Lijst van de IUCN, net als de langstaartgrondscharrelaar. Andere endemische vogelsoorten zijn de grijze coua, de rencoua, de duinrotslijster, Lafresnayes vanga en archbolds newtonia.

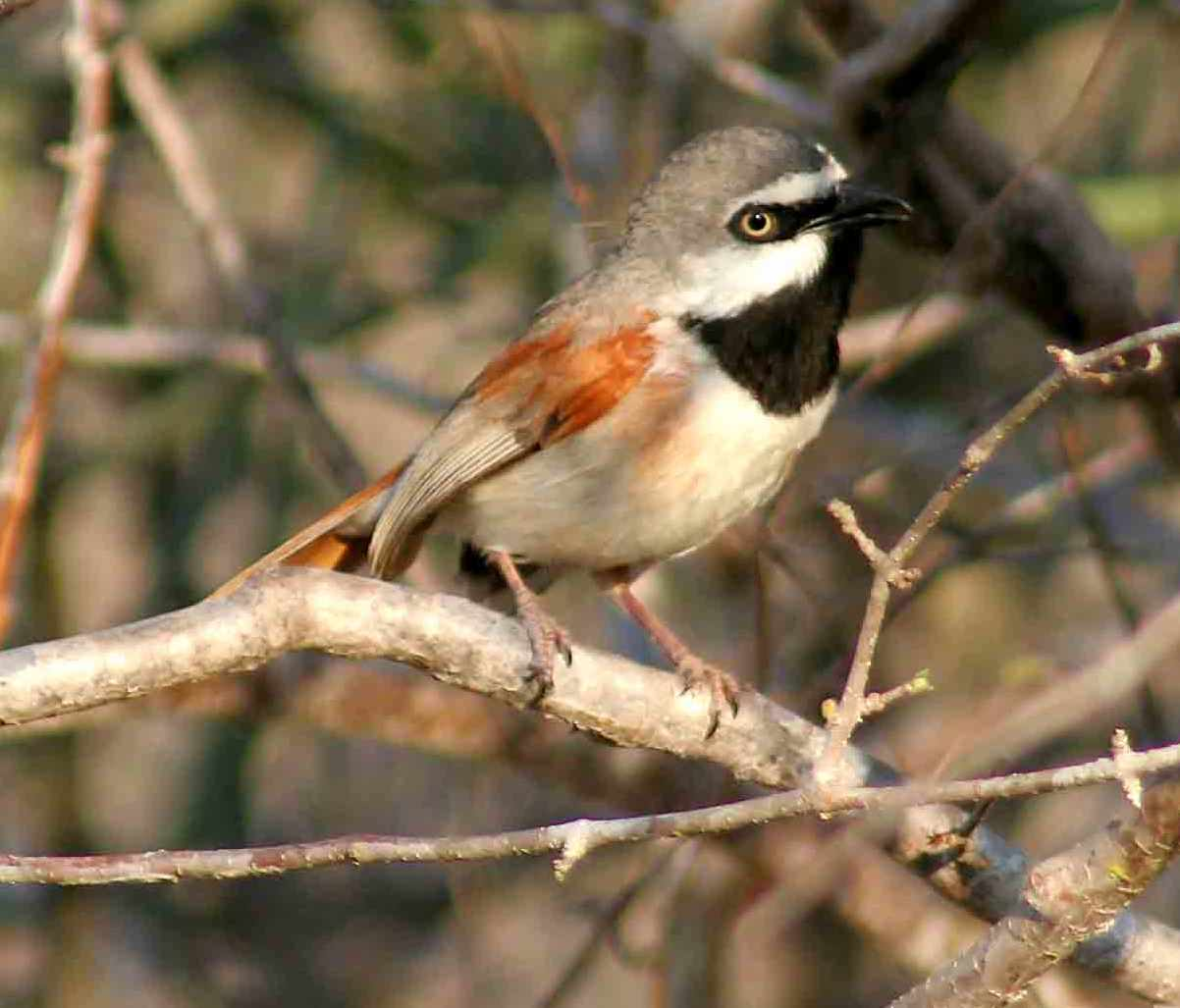
Roodschoudervanga
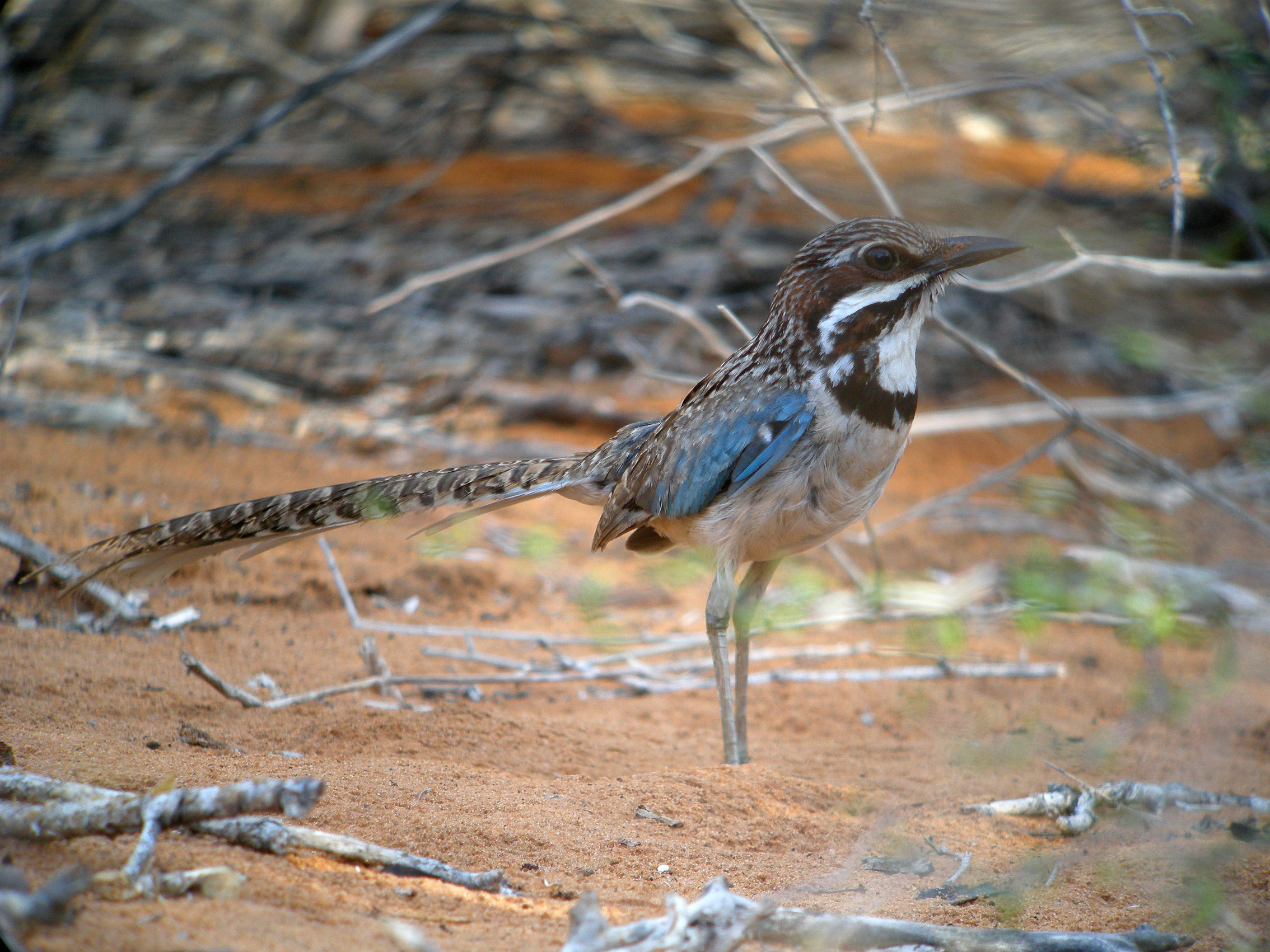
Langstaartgrondscharrelaar
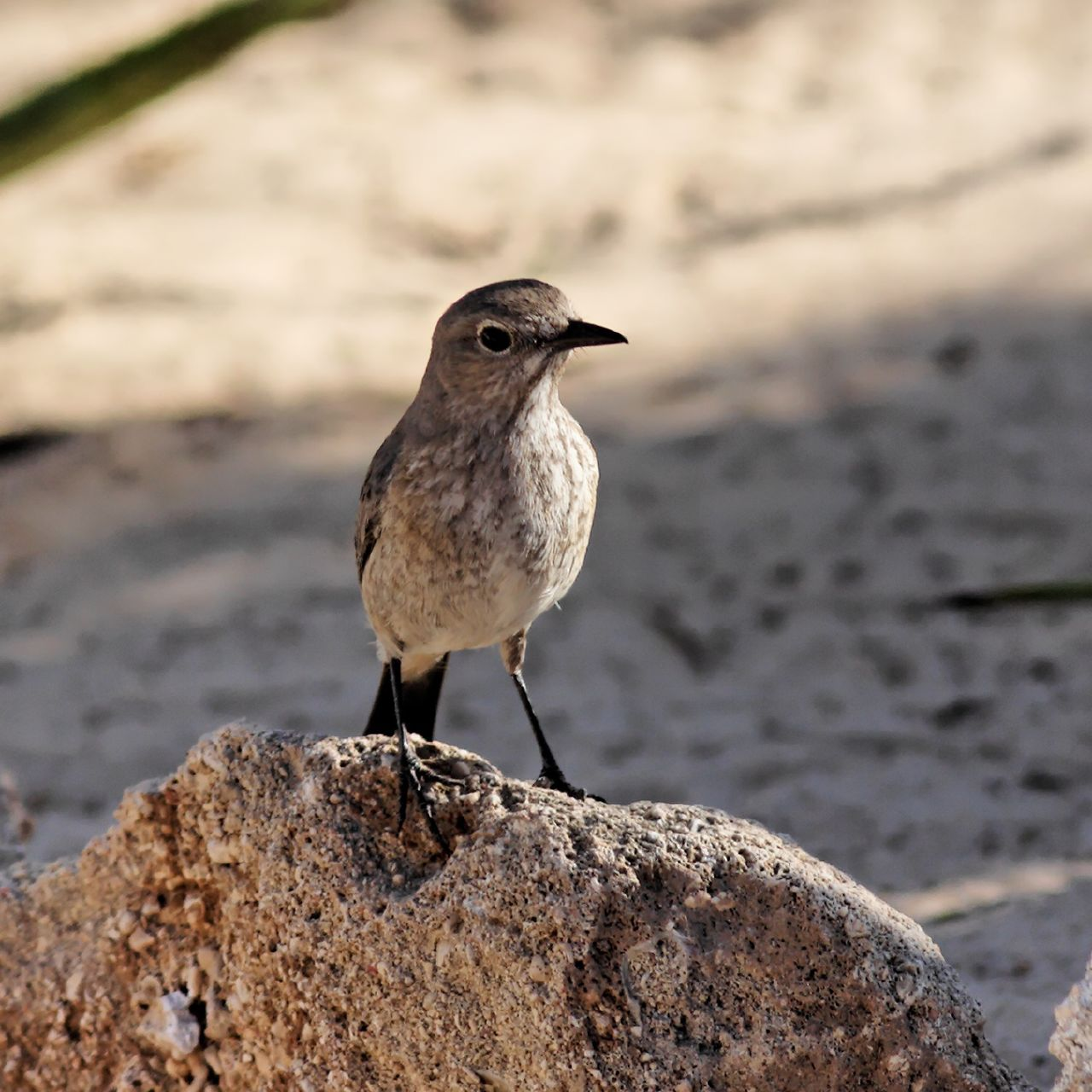
Duinrotslijster
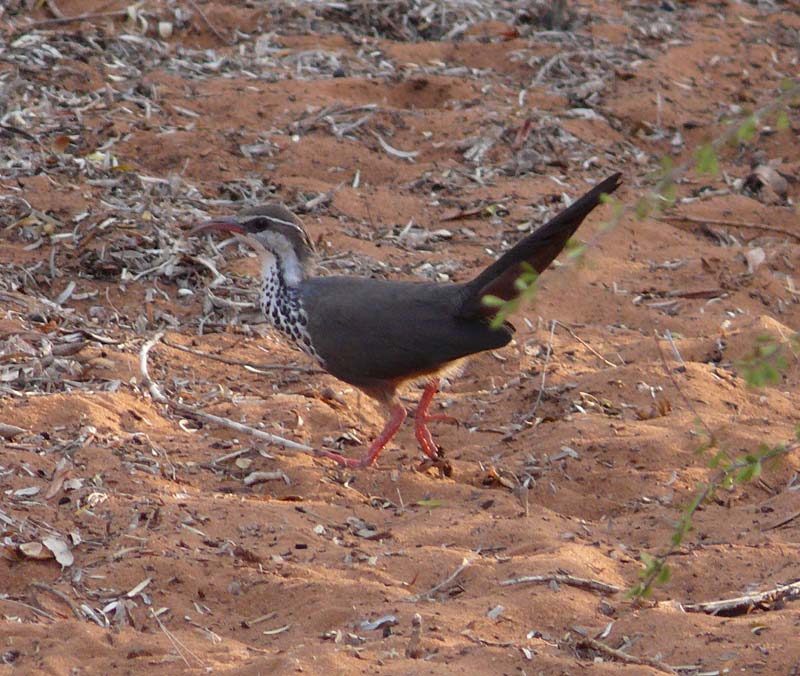
Bensch' monias

## Bedreiging en conservatie

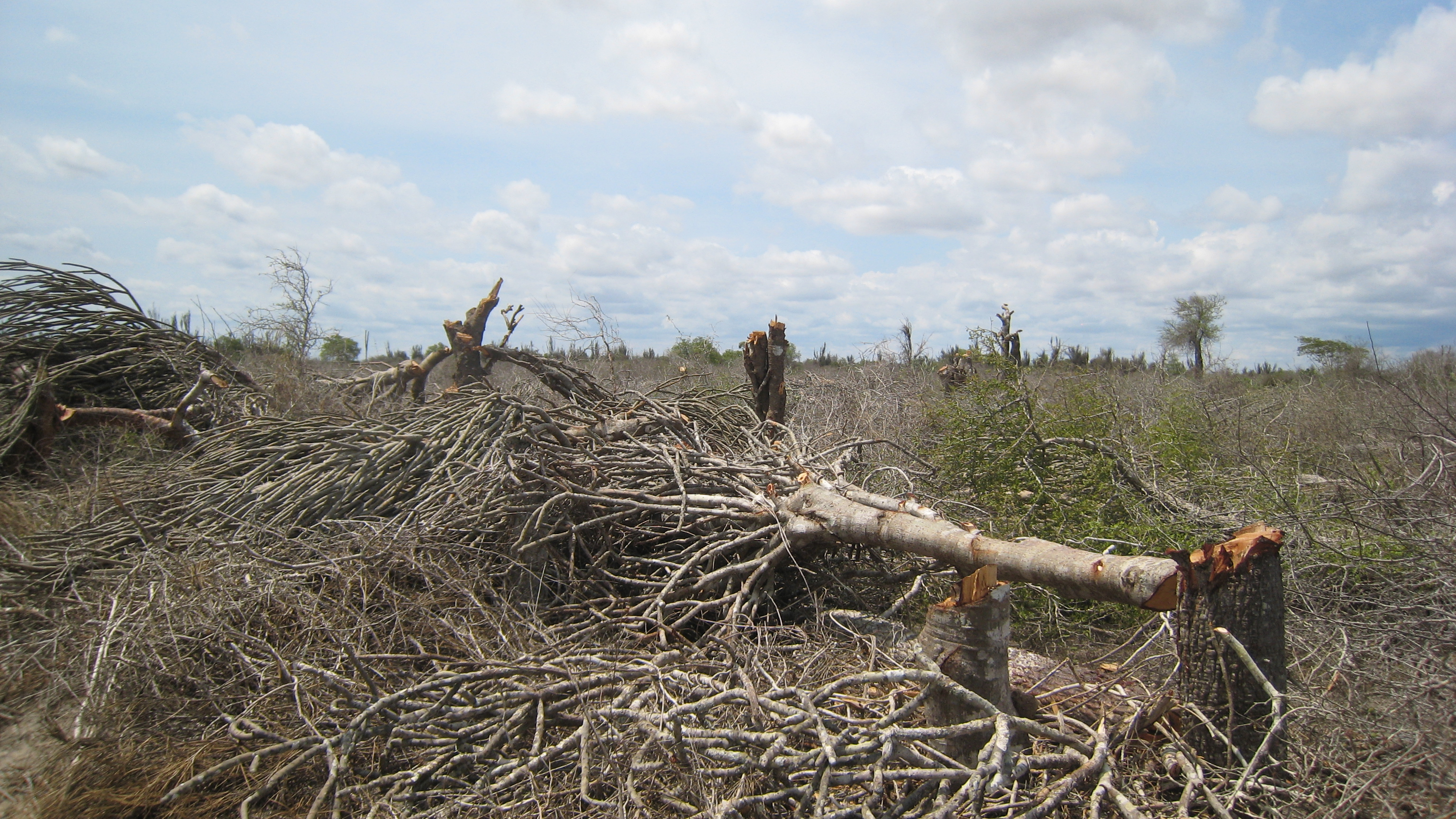
Houtkap in Beloha

De unieke ecoregio wordt bedreigd door ontbossing voor brandhout en om ruimte te maken voor steenkoolproductie en landbouw. Andere bedreigingen zijn overmatige begrazing, de introductie van exotische dieren en planten die het ecosysteem in gevaar brengen, en de export van endemische planten en dieren voor de handel. Echter, dankzij de lage bevolkingsdichtheid van de regio is de snelheid van de degradatie nog niet zo hoog als andere ecoregio's van Madagaskar. Bovendien worden veel diersoorten door fady (taboe's) van de Antandroy en Mahafaly beschermd, twee etnische groepen die in de ecoregio leven.
Uit satellietbeelden is gebleken dat tussen de 14.000 en 17.000 km² van de vegetatie nog intact is. Sinds 1990 houdt WWF zich bezig met conservatie in het doornstruweel van Madagaskar. Reservaten in het gebied beschermen een maximum van 3% van de vegetatie. Een voorbeeld hiervan is het Renialareservaat in Ifaty, dat een gebied van 570 hectare met ruim 1.000 plantensoorten beslaat.

### Exotische cactussen

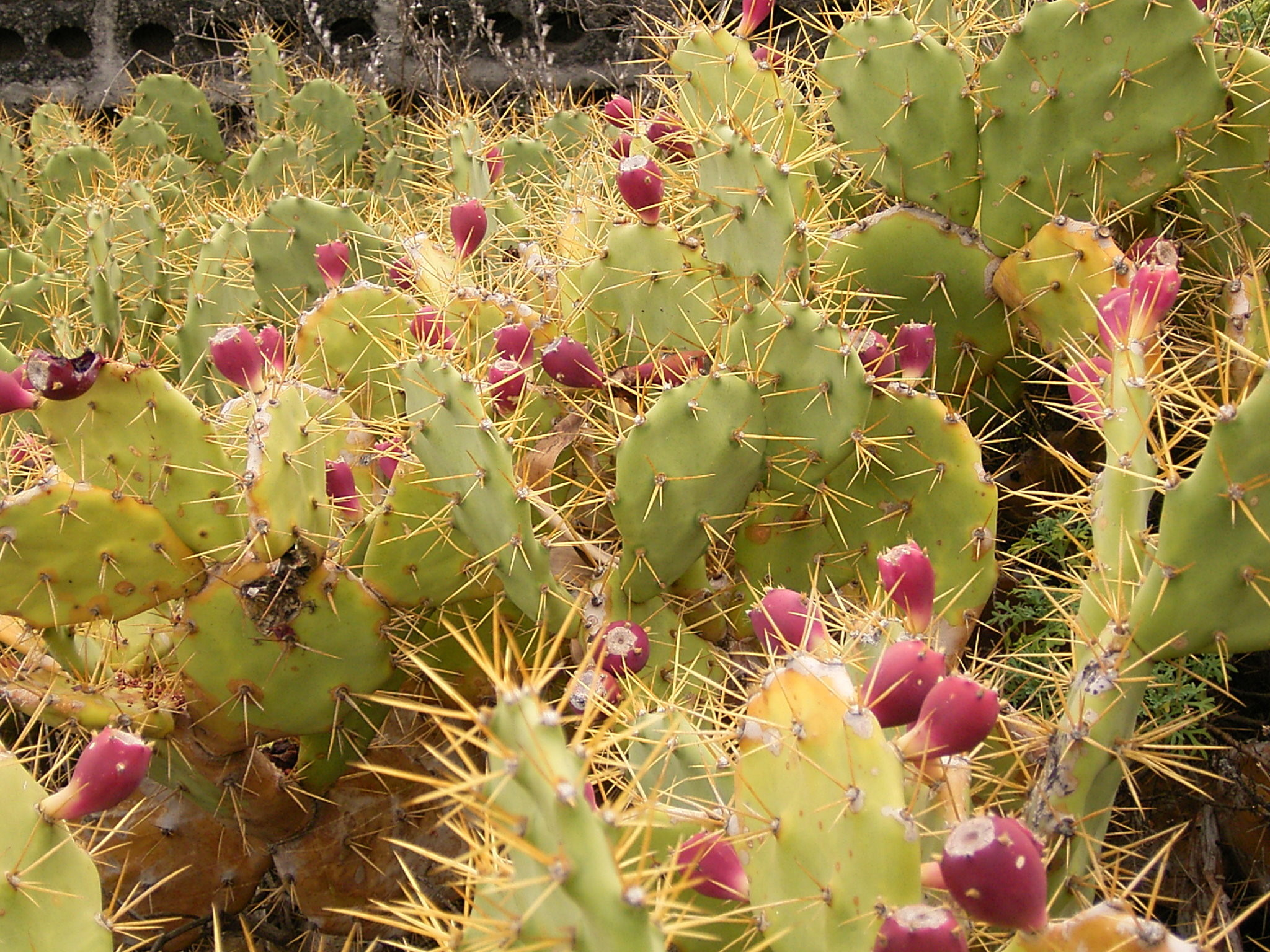
Opuntia stricta
Cactussen vormen een ernstige bedreiging voor de vegetatie van het doornstruweel

Franse Kolonisten introduceerden in de 18e eeuw cactussen van het geslacht Opuntia en plantten deze als een haag rond hun vestingswerken in Fort Dauphin (nu Tôlanaro), in het zuidoosten van het eiland. Later gebruikten de Antandroy deze cactussen (Malagassisch: raketa) als een afscheiding rond hun dorpen en veestapel. De cactussen hebben weinig natuurlijke vijanden op Madagaskar. Met name Opuntia stricta heeft zich over een groot deel van het doornstruweel verspreid, waarbij andere plantensoorten worden verdrongen. In het droge seizoen is het voedsel schaars, en er zijn veel gevallen bekend dat zeboes, geiten of schapen eten van de giftige cactussen en hun vruchten en vervolgens sterven. De doorns veroorzaken bovendien regelmatig infecties bij mensen. De Verenigde Naties heeft een programma gestart om samen met de Antandroy de cactussen uit te roeien door ze om te hakken, de wortels uit te graven en de resten te verbranden. De cactussen hebben zich echter zo verspreid dat ze nog steeds een grote bedreiging vormen voor de inheemse flora van Madagaskar.

## Parken en reservaten in de ecoregio
- Nationaal park Andohahela[11]
- Berenty-reservaat[12]
- Beza Mahafaly-reservaat[13]
- Nationaal park Tsimanampesotse[14]
- Mandena Conservation Zone
- Ifotaka-gemeenschapsbos
- Nahampoana-reservaat